# Chrysosoma speciosum
Chrysosoma speciosum är en tvåvingeart som beskrevs av Octave Parent 1933. Chrysosoma speciosum ingår i släktet Chrysosoma och familjen styltflugor.
Artens utbredningsområde är Kongo. Inga underarter finns listade i Catalogue of Life.